# 沃尔索
沃尔索（德語：Wirsol）是德国一家能源供应商。
沃尔索太阳能集团覆盖了所有光伏技术和商业发电项目方面的咨询、策划、安装、维护服务和融资。沃尔索的核心竞争力是光伏电站、公司光伏发电项目、私人家庭光伏发电项目、光伏组件和完整的系统运营和维护，另外还有混合动力系统，柴油的替代能源投资，贸易等等。

## 公司历史
沃尔索太阳能成立于2003年2月在德国卡尔斯鲁厄区(Karlsruhe)的瓦格霍伊瑟尔(Waghäusel)市，由汉斯·沃思(Hans Wirth)、马库斯·沃思(Markus Wirth)和施睿(Stefan Riel)创立了从事光伏专业的一站式解决方案公司。公司并于2007年，在公司附近建造了Bruhrain光伏测试电站，总面积12公顷，成为了巴登 - 符腾堡州最大的光伏项目。
2010年，公司的创始人马库斯·沃思和施睿扩大了董事会。从那时起，贝恩德·卡斯特纳，一直担任沃尔索的财务长。而尼古劳斯·克兰，前Conergy公司董事会成员，负责监督国际金融产品，大型项目融资及国际市场营销和沟通。
在2010年4月，沃尔索为霍根海姆一级方程式赛车场安装了848.88 千瓦，405公尺长的光伏系统，共用了4716块光伏组件。
在2011年，沃尔索太阳能创下了3.17亿欧元的营业额。沃尔索在靠近柏林的Mixdorf建造了沃尔索该年最大的光伏电站。该地点原先为俄罗斯前油库，电站总安装量为24.1兆瓦，占地面积81公顷。同样的，2012年，沃尔索在勃兰登堡州的前军用阿尔提诺机场并网了Luckau光伏电站（约21兆瓦）。

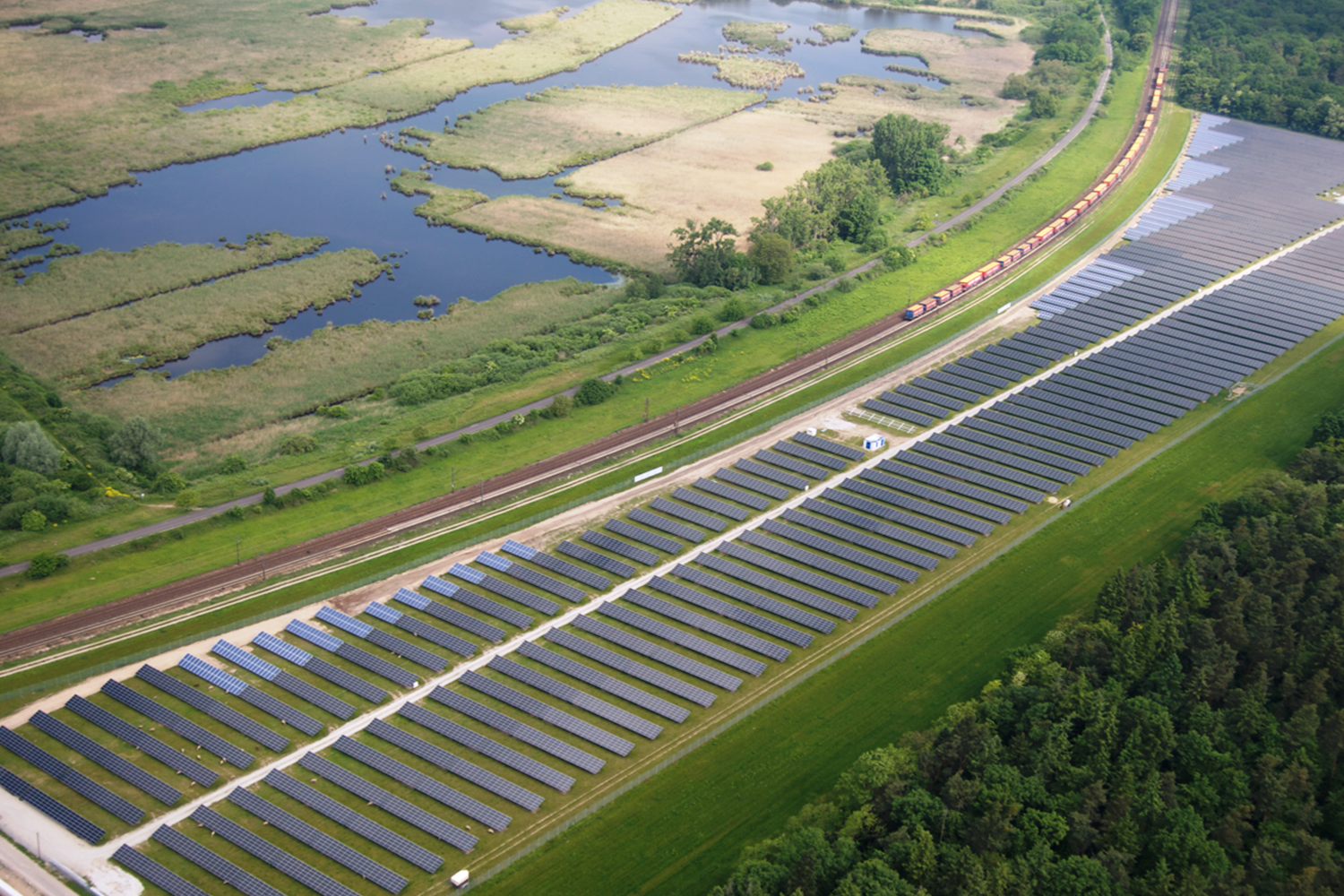
Wirsol solar test park Bruhrain

## 国际项目
沃尔索已经在全世界安装了超过6200个，并440兆瓦的安装量的高性能电站。这些电站每年可以至少节省18万吨的碳排放量。为了在亚洲着实扎根，施睿也将全家搬到中国北京，创建了沃尔索太阳能科技(北京)有限公司并担任总裁。
在世界上，沃尔索活跃于各个国家的各种项目。沃尔索在马尔代夫与REM(可再生能源马尔代夫)成立了合资企业命名为“Wirsol RE马尔代夫”，在马尔代夫的六个岛屿上安装了光伏发电项目使电力供应到学校和医院。进一步的重大国际项目都已在世界各地完成，像：西班牙（Bovera，巴塞罗那），意大利（Mola di巴里），比利时（Wilrijk）和美国科罗拉多州等各地都有沃尔索的光伏电站项目。

## 赞助活动
2011-2012德国甲级足球联赛季，沃尔索太阳能公司一直是TSG1899霍芬海姆的官方赞助商。在辛斯海姆，这个足球场以沃尔索莱茵 - 内卡来命名。这是霍芬海姆队的主场。

## 网站链接
- https://web.archive.org/web/20120723034854/http://www.wirsol.cn/